# Black Night
Black Night este un cântec al trupei britanice de hard rock Deep Purple, lansat inițial ca single în iunie 1970 și inclus mai târziu pe ediția aniversară de 25 de ani a albumului In Rock din 1970. Melodia a devenit un mare hit la momentul lansării, atingând #2 în topurile britanice și a rămas până astăzi cel mai bine clasat single al formației în Marea Britanie. De asemenea a fost primul lor single care nu a fost un cover. 

## Componență
- Ian Gillan - voce
- Ritchie Blackmore - chitară
- Roger Glover - bas
- Jon Lord - orgă
- Ian Paice - baterie